# Hipospadias
El hipospadias es una anomalía congénita por la que el pene no se desarrolla de la manera usual. El resultado es que el meato urinario se localiza en algún lugar en la parte inferior del glande o tronco, o más atrás, como en la unión del escroto y pene.

## Historia
El hipospadias ha sido descrito desde la antigüedad, ya habiéndolo tratado Aristóteles, según cita Galeno, quien proponía una intervención quirúrgica para su corrección, la que en la actualidad se considera demasiado agresiva en la medicina moderna.
Peor aún, encontramos que en el siglo II a. C. Heliodorus y Antillus describen la amputación del pene como solución para algunos casos, si bien este tratamiento debió abandonarse pronto.
Ya en el Renacimiento, Amato Lusitano insertaba una cánula de plata en la uretra y la dejaba durante algún tiempo con la intención de crear un trayecto fistuloso.
Un paso importante fue el realizado por Ambroise Paré, pues practicó una uretroplastia sin lesionar la longitud del pene. En 1836, Dieffenbach efectuó suturas de uretras en casos leves de hipospadias y empleó túbulos de vidrio para canalizar la uretra a una micción viable.
En 1874, Duplay usó la piel prepucial vascularizada para cubrir la cara anterior y fabricar una uretra nueva. Además en una segunda intervención realizaba una resección de la cuerda fibrosa preuretral. Esta técnica luego sería descrita prácticamente igual por Dennis-Browne. 
Las técnicas de intervención han mejorado conforme avanzaba la medicina, hasta que en el siglo XIX aparece una importante publicación de Boisson en la Academia de Ciencias de París, en la que describe por primera vez la resección de la cuerda fibrosa, de forma que se reconoce la posibilidad de corrección de esta malformación.
En el siglo XX, se empezaron a desarrollar técnicas que aprovechaban la piel prepucial, requiriendo varias intervenciones, comenzando por la resección de la corda y difiriendo en la reconstrucción de la uretra.
Russel describió por primera vez en 1900 una técnica en una única intervención, la cual se popularizó a finales de la década de los años 1950, llegando en 1959 la técnica de reparación mediante la uretroplastia con injerto de piel total.
En la década de los años 1970 se desarrollaron los colgajos pediculados de piel prepucial para practicar la uretroplastia en diversas técnicas, hasta que en 1980 el Dr. Duckett describe su técnica de MAGPI, de avance uretral, la más empleada en los hipospadias distales sencillas y modifica el Asopa y el Hogdson con el colgajo en isla prepucial transversa.

## Etiología
La causa de esta enfermedad ha sido definida con claridad, si bien se ha intentado explicar desde diferentes aspectos. Por un lado, se ha relacionado con la gestación, con factores como la edad de la madre, el número de hijos y el orden entre ellos (ya que aparece con mayor frecuencia en el hijo primogénito), la administración e ingesta de fármacos durante el embarazo y fundamentalmente en el primer trimestre (como en el síndrome del ácido valproico fetal), la edad de comienzo de la menarquia, las enfermedades padecidas en este período por la madre, etc.
Se ha incidido en el estudio de la toma de medicamentos, y parece probable que los progestágenos y los antiabortivos puedan representar un papel en su génesis. Niños con bajo peso al nacer (< 1500 gramos) han llamado la atención por la frecuencia con que presentan hipospadias. También algunos autores relacionan ciertos factores relacionados con la hipófisis con su aparición.
Se ha visto que en varones con mutaciones en el gen HOXA13 se presenta este trastorno junto con el acortamiento del primero y del quinto dedos; produciendo una enfermedad rara conocida como síndrome mano-pie-genital.
Factores ambientales, como antecedentes familiares, han estado sujetos a diversas interpretaciones, si bien sí parece haber una herencia autosómica dominante o quizás autosómica recesiva.
Por todo ello, se habla de una predisposición al hipospadias debida a factores genéticos poligénicos.[cita requerida]

## Fisiopatología

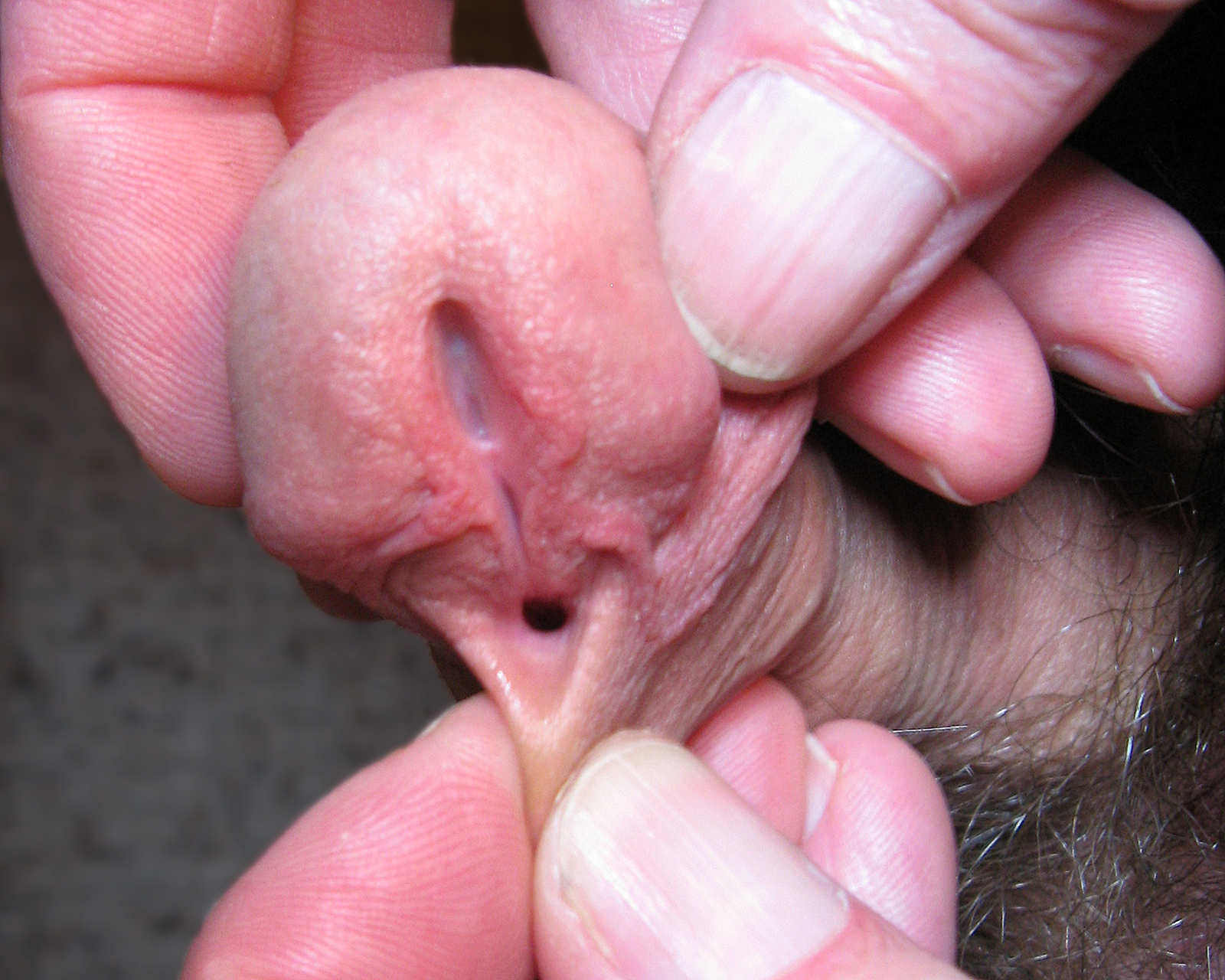
Hipospadias en un adulto.

Esta malformación es debida a una fusión incompleta de los pliegues uretrales, lo que da lugar a que el meato urinario no se localice al final del glande, sino en algún punto entre éste y el perineo. La gravedad de la malformación depende precisamente de que sea más distal (más cerca del glande, por tanto más leve) o más proximal (más cerca de la base del pene y, por tanto, algo más grave).
Se trata de una malformación tanto urinaria como genital definida por dos elementos: un defecto dorsal de la uretra y una incurvación dorsal del pene; ambos elementos pueden comportar grados muy diversos y van acompañados de otros elementos malformativos.

## Cuadro clínico
En su manifestación más distal presenta un pene estéticamente casi normal, aunque en casos más graves (muy proximales) se pueden apreciar genitales casi feminoides. No obstante, lo habitual es encontrar casos intermedios, con otras anomalías asociadas, que van de lo estético a lo funcional, con diversos grados de afectación psicológica. Se puede dar incluso que la fertilidad se vea comprometida si el hipospadias se acompaña de otras malformaciones como la presencia de testículos criptorquídicos.
Además, el prepucio no se desarrolla a veces totalmente, sino que forma una capucha sobre la cima del glande, quizás con adherencias al glande. El glande puede estar achatado y hendido por debajo, inclinándose hacia abajo debido a la estrechez del tejido dentro del tronco (una anomalía llamada curvatura).
Además, puede haber una torcedura en el tronco del pene, con la cabeza rotada en un eje a la base del tronco. Todo ello puede hacer que el pene sea disfuncional, tanto para la micción como para las relaciones sexuales.

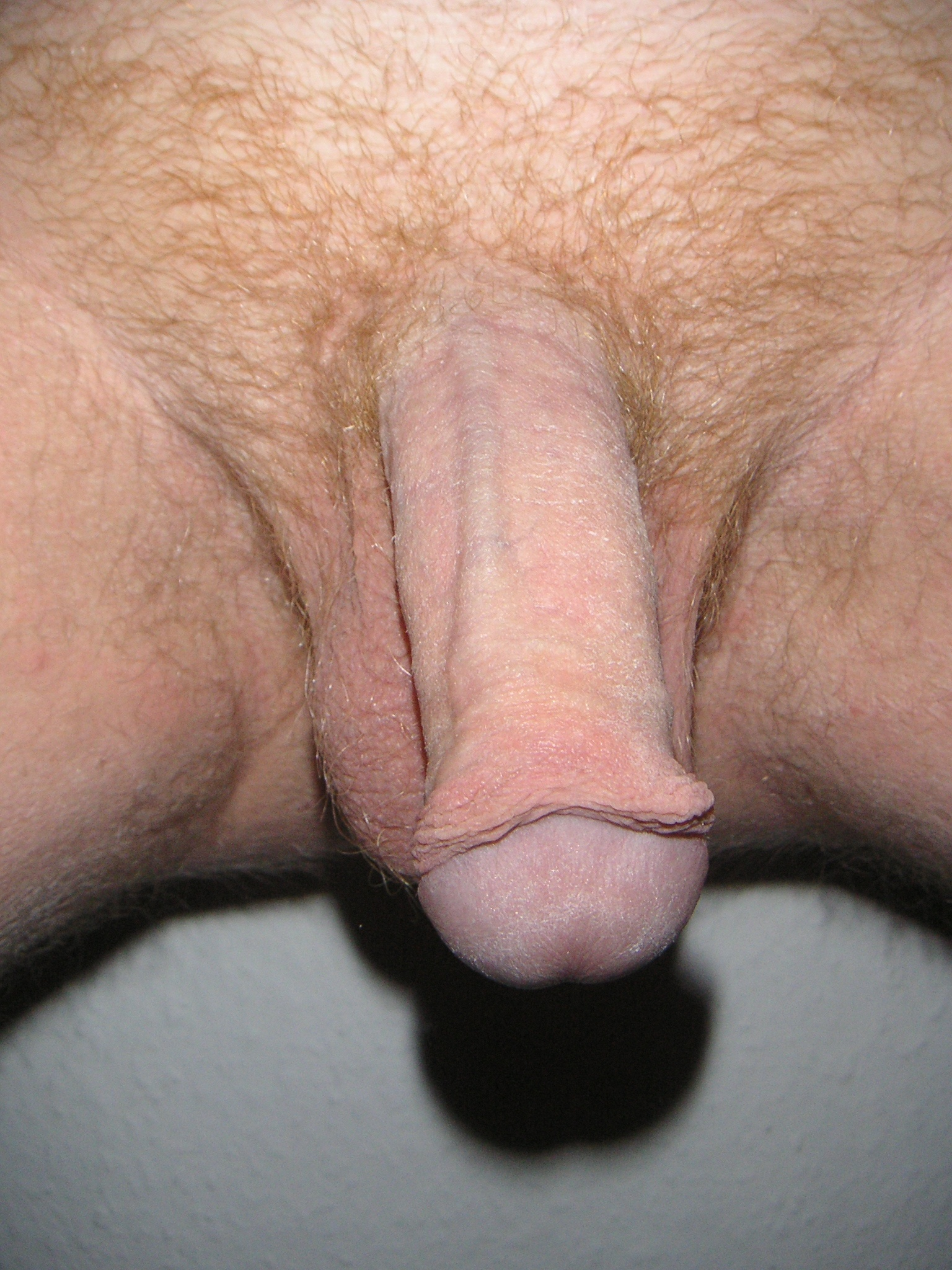
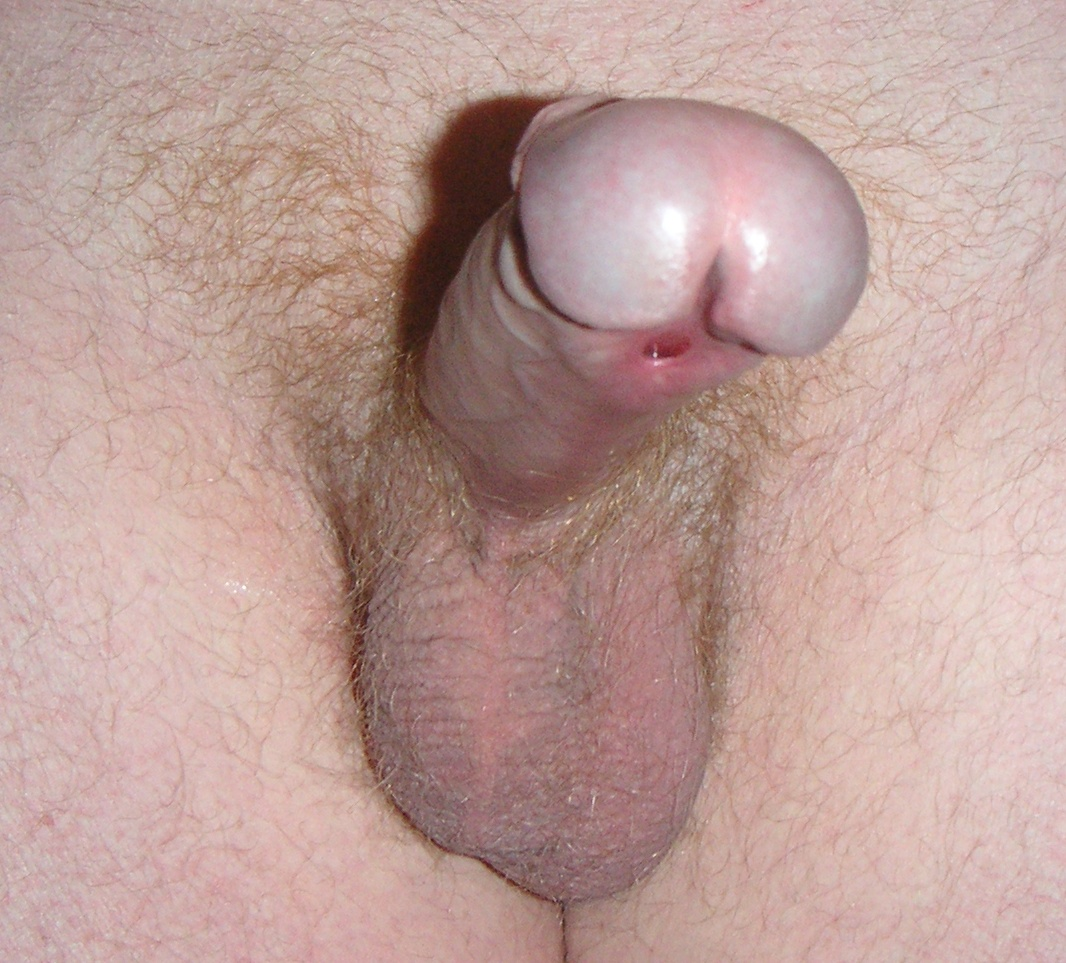
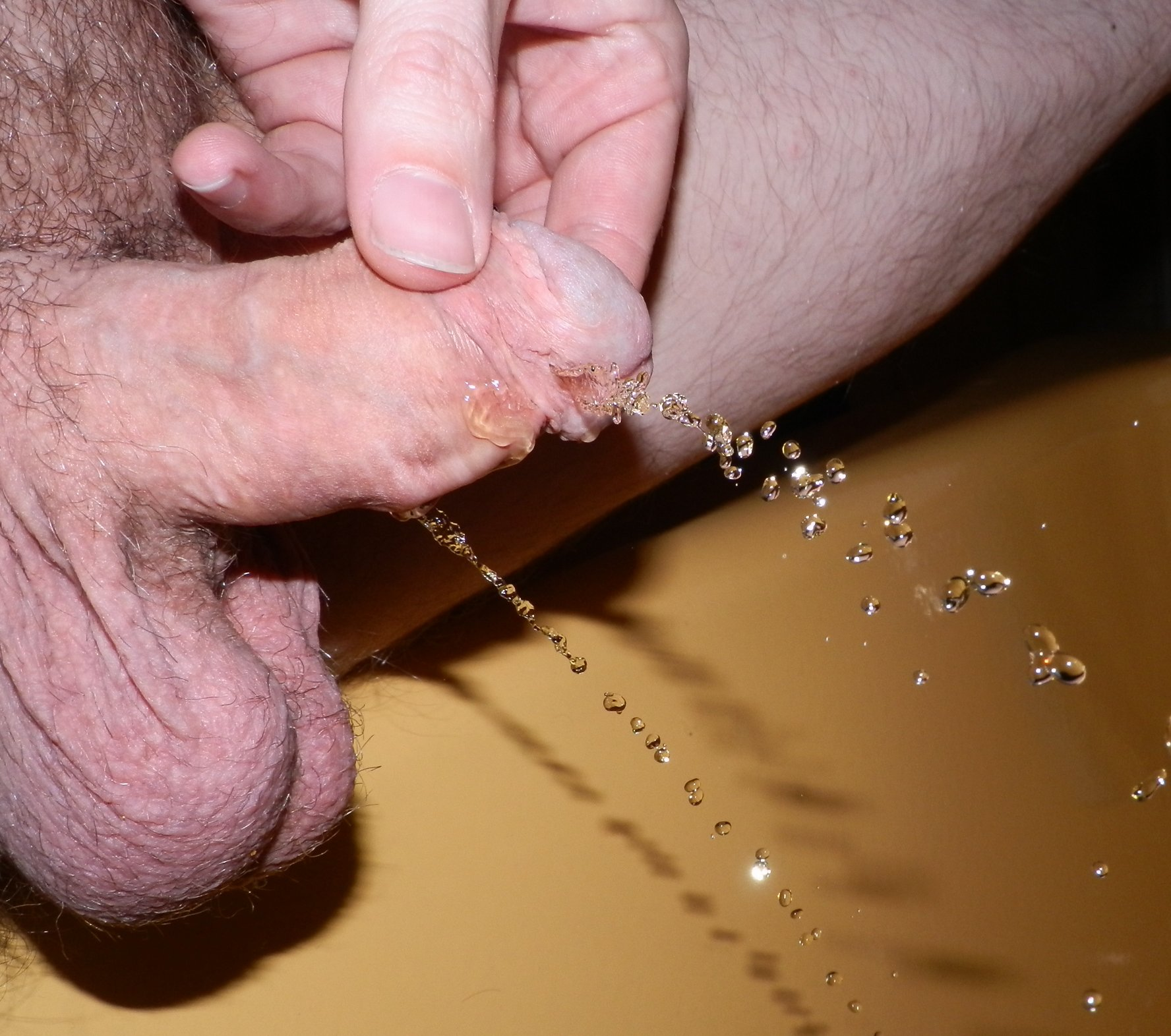

## Tratamiento
Para evitar en lo posible los efectos psicológicos que pueda provocar el hipospadias, se recomienda la operación temprana, de forma que antes de los tres años se solucione. Si se corrige en estas edades, no tiene consecuencias en la edad adulta.